# 鳳来寺
鳳来寺（ほうらいじ）は、愛知県新城市の鳳来寺山の山頂付近にある真言宗五智教団の寺院。本尊は開山の利修作とされる薬師如来。
参道の石段の数が1,425段あり、徳川家光によって建てられた鳳来山東照宮（神仏分離以降は神社として独立、別項参照）及び仁王門は国の重要文化財に指定されている。鳳来寺山に多く生息し愛知県の県鳥であるコノハズクでも有名である。

## 歴史

### 開創伝承
寺伝では大宝2年（702年）に利修仙人が開山したと伝える。利修は霊木の杉から本尊・薬師如来、日光・月光菩薩、十二神将、四天王を彫刻したとも伝わる。文武天皇の病気平癒祈願を再三命じられて拒みきれず、鳳凰に乗って参内したという伝承があり、鳳来寺という寺名及び山名の由来となっている。利修の17日間の加持祈祷が功を奏したか、天皇は快癒。この功によって伽藍が建立されたという。

### 中世
鎌倉時代には源頼朝によって再興されたと伝える（参道の石段も頼朝寄進と伝わる）。当時、寺内に在った多くの僧坊の1つ、医王院において、平治の乱で落ち延びてきた頼朝が匿われたのが一因という。ただし、3年も匿われたという点で疑問も残る。なお、近世に記された地誌『三河刪補松』では、鎌倉幕府の有力御家人で三河守護でもあった安達盛長が建立した「三河七御堂」の一つとして鳳来寺弥陀堂を挙げている。
鳳来寺境内の鏡岩下遺跡からは、灰釉陶器の碗1点、渥美窯産44点、瀬戸窯産23点、常滑窯産11点など計194点の土器が出土している。これによって、鳳来寺では12世紀後半～13世紀初頭に経塚が造営されたのち、13世紀以降は渥美窯産や古瀬戸、常滑窯産の蔵骨器を用いた納骨やそれを伴わない骨片を埋葬する中世墓となり、室町時代から岩壁に鏡の埋納が始まり、江戸時代には納鏡が最盛期を迎えたことが判明する。本堂をはじめ寺内でたびたび火災が発生して文書史料の多くが焼失している鳳来寺において、これら考古資料は中世から近世にかけて、鳳来寺がある特定の高貴な階層の人々による信仰の対象としての聖地（霊山）から本尊薬師如来を対象とする民間信仰の霊場に変容した様子を明らかにする貴重な資料である。
戦国時代には、近郊の菅沼氏から寺領の寄進を受けた。だが、豊臣秀吉の治世では300石のみを許されただけで、他は悉く没収された。

### 近世
江戸時代に入ると幕府の庇護を受け、850石に増領される。さらに家光の治世で大いに栄えた。徳川家康の生母・於大の方が当山に参籠し、家康を授けられたという伝説を知った家光が大号令を発したためである。それにより、当山諸僧坊の伽藍が改築されただけでなく、家康を祀る東照宮が新たに造営され、慶安4年（1651年）に完成をみたのである（東照宮などに限る）。最終的には、東照宮の運営領を含む1,350石が新たに寺領となった。
なお、家綱将軍の治世になっても諸僧坊の増築は続いており、延宝年間（1673年～81年）に存在した僧坊は以下の通り。
天台宗方
- 松高院、岩本院、等覚院、不動院、観性院（のちの増道院）、般若院、寿命院、吉祥坊、杉本坊、円蔵坊、円龍坊

真言宗方
- 医王院、藤本院、法華院、円琳院、日輪院、一乗院、月蔵院、尊教坊、中谷坊、善智坊（のちの長順坊）

東海道御油宿から延びる街道は鳳来寺道と呼ばれるなど、秋葉山本宮秋葉神社と並んで、この地方では数多くの参詣者を集めた。
東海道名所図会には、煙厳山鳳来寺勝岳院（神祖宮 鎮守三社権現 六所護法神 開基利修仙人堂 常行堂三層塔 鏡堂 八幡宮 伊勢両太神宮 弁才天祠 天神祠 毘沙門堂 一王子 二王子 荒神祠 弘法大師堂 元三大師堂 鐘楼 楼門 名号題目石 八王子祠 妙法滝 奥院 六本杉 煙厳山 勝岳院 瑠璃山 隠水 高座石 巫女石 尼行堂 行者帰 猿橋篠谷山伏堂 馬背 牛鼻）と、詳細な記載がある。

### 近代
明治に入るまで、東照宮の祭事を社僧や別当が行っていたため、新たに祠官が派遣された。ここに寺院と東照宮が分離される。これは、寺社領没収の煽りを受けていた当山には大打撃で、東照宮が命脈を保つ一方で、寺院・鳳来寺の衰勢は著しかった。
困窮の窮みにあった明治38年（1905年）には、高野山金剛峯寺の特命を受けた京都法輪寺から派遣された服部賢成住職に当山の再建は託された。そこで、翌39年（1906年）11月2日、並存していた天台・真言の両宗派は真言宗に統一されて高野山の所属となり、寺院規模の縮小で存続が図られた。他にも賢成住職の奔走による旧寺領の復権活動が実り、有償ながら国有林の譲渡が実現された。
窮乏に喘いでいながらも譲渡資金は何とか捻出され、余剰金を残すことができた。この時、傷みの激しい堂宇の改築費用に充てることも考えられたが、賢成住職は地域住民に還元することを決断。鳳来寺鉄道、田口鉄道の敷設資金、鳳来寺女子学園の設立資金に使われた。
大正3年（1914年）に本堂を焼失したが、昭和49年（1974年）に再建された。なお、明治初期まで存在した諸僧坊も度重なる火災と明治以降の窮乏で廃絶となり、今では松高院と医王院のわずか2院の堂宇のみが現存する（松高院には山門あり）。廃絶の諸僧坊跡地には石碑が立てられている。

## ギャラリー
- 鳳来寺本堂
- 鳳来寺本堂前の田楽堂からの眺望
- 鳳来寺参道と仁王門
- 仁王門（重要文化財）
- 鳳来寺山
- 歌川広重

## 文化財

### 重要文化財（国指定）
- 仁王門 - 三間一戸楼門、入母屋造、銅板葺（本来は檜皮葺）。中央の柱間を通路とし、両脇前方の一間四方に仁王像を祀る。
  - 慶安4年（1651年）再建。
  - 昭和28年（1953年）11月14日重要文化財指定[7]。

### 名勝（国指定）
- 鳳来寺山 - 昭和6年（1931年）7月31日指定。

### 新城市指定文化財
- 仁王像[8]
- 鏡岩下遺跡出土品[8]

## 所在地
- 愛知県新城市門谷字鳳来寺1

## 交通アクセス
- JR飯田線 湯谷温泉駅から自動車で20分。
- 豊鉄バス  （田口新城線）「鳳来寺」または「鳳来寺山頂」（「鳳来寺山頂」ゆきのバスは11月の土日祝のみ運行）バス停下車。
- かつて、豊橋鉄道田口線（昭和43年（1968年）廃線）に鳳来寺駅があった。